# Muellerina
Genre
Classification phylogénétique
Muellerina est un genre de la famille des Loranthaceae.

## Description
Muellerina est un genre d'arbuste parasitaire par une tige aérienne avec des stolons externes. Les feuilles sont opposées, pennées ou avec des veines longitudinales incurvées.
L'inflorescence est terminale, elle donne 1 à 6 paires décussées de triades pédonculées ou de fleurs simples, avec la fleur centrale sessile, les fleurs latérales ont des pédicelles latéraux de 3 à 6 mm et une bractée sous chaque fleur. La corolle est courbée en bouton, libre.
Le fruit est en forme de poire.

## Répartition
Muellerina est endémique de l'Australie.

## Espèces
- Muellerina bidwillii  (Benth.) Barlow
- Muellerina celastroides   (Sieber ex Schult. & Schult.f) Tiegh.
- Muellerina eucalyptoides   (DC.) Barlow
- Muellerina flexialabastra   Downey & C.A.Wilson
- Muellerina myrtifolia   (A.Cunn. ex Benth.) Barlow

## Écologie
Les chenilles de Delias harpalyce et Ogyris genoveva se nourrissent de Muellerina.
Un inventaire des plantes hôtes de Muellerina est donné par Downey.

## Source de la traduction
- (en) Cet article est partiellement ou en totalité issu de l’article de Wikipédia en anglais intitulé « Muellerina (plant) » (voir la liste des auteurs).